# Rebirth (album, Jennifer Lopez)
Rebirth je pátým albem americké zpěvačky Jennifer López. Album vyšlo 1. března 2005. V obchodech se albu nedařilo tak výrazně jako předešlým čtyřem, přesto se na albu nachází velmi významný singl Get Right.

## Seznam písní
1. "Get Right" – 3:45
2. "Step into My World "– 4:05
3. "Hold You Down"  (feat. Fat Joe) – 4:32 Videoklip
4. "Whatever You Wanna Do" – 3:49
5. "Cherry Pie" – 4:06
6. "I Got U" – 3:57
7. "Still Around" – 3:22
8. "Ryde to Die" – 4:03
9. "I, Love" – 3:42
10. "He'll Be Back" – 4:18
11. "(Can't Believe) This Is Me" – 4:44
12. "Get Right"  (remix Fabolous) – 3:50 Videoklip

## Umístění ve světě
| Hitparáda      | Umístění |
| -------------- | -------- |
| USA            | 2        |
| Austrálie      | 10       |
| Rakousko       | 5        |
| Belgie         | 4        |
| Kanada         | 2        |
| Dánsko         | 15       |
| Nizozemsko     | 1        |
| Francie        | 7        |
| Finsko         | 19       |
| Německo        | 3        |
| Řecko          | 1        |
| Maďarsko       | 3        |
| Irsko          | 9        |
| Izrael         | 8        |
| Itálie         | 3        |
| Japonsko       | 1        |
| Mexiko         | 3        |
| Nový Zéland    | 22       |
| Norsko         | 25       |
| Polsko         | 8        |
| Švédsko        | 14       |
| Švýcarsko      | 1        |
| Velká Británie | 8        |
| Svět           | 2        |

| Prodejnost | Počet     |
| ---------- | --------- |
| Celkem     | 3,000,000 |